# Yanick Dupré
Yanick Dupré (* 20. November 1972 in Montréal, Québec; † 16. August 1997 ebenda) war ein kanadischer Eishockeystürmer, der zwischen 1994 und 1996 für die Philadelphia Flyers in der National Hockey League spielte.

## Karriere
Yanick Dupré begann seine Karriere 1989 in der kanadischen Juniorenliga Ligue de hockey junior majeur du Québec bei den Voltigeurs de Drummondville. Dort präsentierte er sich als guter linker Flügelstürmer und nachdem er mit den Voltigeurs in der Finalrunde um den Memorial Cup stand, wurde er von den Philadelphia Flyers im NHL Entry Draft 1991 in der dritten Runde an Position 50 ausgewählt. Während der Saison 1991/92 wechselte er innerhalb der LHJMQ zu den Collège Français de Verdun. Als die LHJMQ-Saison zu Ende war, kam er in der laufenden NHL-Saison noch zu einem Einsatz für Philadelphia.
Die folgenden zwei Jahre verbrachte er in der American Hockey League bei den Hershey Bears, dem Farmteam der Flyers. Dort zeigte er solide Leistungen und wurde schließlich in der Saison 1994/95 für 22 Spiele in den NHL-Kader berufen, konnte aber weder ein Tor erzielen, noch einen Assist für sich verbuchen.
1995/96 hatte er dann seine beste Saison und erzielte als einer der stärksten Scorer der Hershey Bears AHL 56 Punkte in 52 Spielen. Zudem konnte er in zwölf NHL-Spielen mit den Flyers zwei Tore erzielen.
Gegen Ende der Saison fiel Dupré im März 1996 in ein dreiwöchiges Koma und während der folgenden Untersuchungen wurde bei ihm Leukämie diagnostiziert. Geschwächt durch das Koma konnte er sich anfangs kaum bewegen, doch mit der Zeit stabilisierte sich das wieder. Er unterzog sich einer Chemotherapie und im Herbst erklärten ihm die Ärzte, dass der Krebs aus seinem Körper verschwunden sei. Dupré begann wieder mit dem Training. Außerdem engagierte er sich für Leukämie-Stiftungen, in dem er Geld sammelte und von seinen Teamkameraden unterschriebene Trikots und Eishockeyschläger versteigerte und informierte die Öffentlichkeit über Blutkrebs und Knochenmarkspenden.
Im Mai 1997 wurde bei einer Untersuchung festgestellt, dass der Krebs in Duprés Körper zurückgekehrt war und diesmal in einer akuteren Form. Dupré war auf eine Knochenmarkspende angewiesen, die er im Juni erhielt. Im August fiel er erneut in ein Koma und starb schließlich am 16. August 1997 im Alter von 24 Jahren.
Die AHL schuf in Erinnerung an Yanick Dupré den Yanick Dupré Memorial Award, der seit 1998 jedes Jahr an den Spieler verliehen wird, der sich durch besonderes Engagement in der Gesellschaft ausgezeichnet hat. Die Philadelphia Flyers benannten den Class Guy Award, mit dem der Spieler innerhalb des Teams ausgezeichnet wurde, der das beste Verhältnis zu den Medien pflegte, in Yanick Dupré Memorial Class Guy Award um, mit dem seit 1999 der Spieler der Flyers geehrt wird, der Charakter, Würde und Respekt auf und neben dem Eis am besten demonstrierte.

## Erfolge und Auszeichnungen
- 1995 AHL All-Star Classic

## Karrierestatistik
(Legende zur Spielerstatistik: Sp oder GP = absolvierte Spiele; T oder G = erzielte Tore; V oder A = erzielte Assists; Pkt oder Pts = erzielte Scorerpunkte; SM oder PIM = erhaltene Strafminuten; +/− = Plus/Minus-Bilanz; PP = erzielte Überzahltore; SH = erzielte Unterzahltore; GW = erzielte Siegtore; 1 Play-downs/Relegation; Kursiv: Statistik nicht vollständig)